# Saltopus
Saltopus war ein diapsides Reptil, dessen spärliches Knochenmaterial in Schottland entdeckt und auf die Obertrias (Norium) datiert wurde. Seine Systematik ist noch unsicher, das Tier wird als Nomen dubium eingestuft. Die einzige bekannte Art dieser Gattung ist Saltopus elginensis.
Saltopus taucht relativ häufig in der Literatur als kleiner Dinosaurier auf, was darüber hinwegtäuscht, dass er sehr wenig bekannt ist.
Eventuell handelt es sich tatsächlich um einen frühen, sehr primitiven theropoden Dinosaurier, es könnte jedoch auch ein Ornithosuchide oder ein Lagosuchier sein. Klarheit können nur weitere Funde bringen. 
Saltopus wurde ca. 60 cm lang, lief zweibeinig auf langen Hinterbeinen und ernährte sich karnivor. 
Der bisher einzige Fund (Holotyp, Exemplarnummer BMNH R3915) wurde aus den Schichten der Lossiemouth-Sandstone-Formation in Schottland geborgen. Er besteht unter anderem aus Hüft-, Bein- und Schwanzknochenfragmenten, die jedoch schlecht erhalten sind. Besondere Merkmale sind das kurze Darmbein mit nur zwei oder drei Beckenwirbeln sowie die sehr langen Beine.
Friedrich von Huene beschrieb diesen Fund im Jahr 1910. Den Namen Saltopus (lat. salto – „hüpfen“; griech. pous – „Fuß“) erhielt er aufgrund seiner langen Hinterbeine, die, von Huene zufolge, für einen aufrechten Gang zu lang waren. Von Huene meinte deshalb, das Tier sei wie ein Frosch gehüpft.
Neuere Untersuchungen stammen von Rauhut und Hungerbühler.